# اعصاب لبی خلفی
اعصاب لبی خلفی (به انگلیسی: Posterior labial nerves) شاخه‌هایی از عصب زهاری یا همان عصب پودندال هستند.
همتای آن در مردان اعصاب کیسه بیضه خلفی می‌باشد.